# Pełczybog
Pełczybog – staropolskie imię męskie, złożone z członów Pełczy- ("regimentu wojska, pułku") i -bog ("Bóg", ale pierwotnie "los, dola, szczęście"). Mogło oznaczać "ten, który szczęśliwie dowodzi pułkiem".